# Grania algida
Grania algida is een ringworm uit de familie van de Enchytraeidae. De wetenschappelijke naam van de soort is voor het eerst geldig gepubliceerd in 1996 door Rota & Erséus.